# Старці (Старо Петрово Село)
Старці (хорв. Starci) — населений пункт у Хорватії, в Бродсько-Посавській жупанії у складі громади Старо Петрово Село.

## Населення
Населення за даними перепису 2011 року становило 4 осіб.
Динаміка чисельності населення поселення:

## Клімат
Середня річна температура становить 10,45 °C, середня максимальна – 23,98 °C, а середня мінімальна – -5,20 °C. Середня річна кількість опадів – 898 мм.
| Клімат поселення                              | Клімат поселення | Клімат поселення | Клімат поселення | Клімат поселення | Клімат поселення | Клімат поселення | Клімат поселення | Клімат поселення | Клімат поселення | Клімат поселення | Клімат поселення | Клімат поселення | Клімат поселення |
| Показник                                      | Січ.             | Лют.             | Бер.             | Квіт.            | Трав.            | Черв.            | Лип.             | Серп.            | Вер.             | Жовт.            | Лист.            | Груд.            |                  |
| Середній максимум, °C                         | 6,61             | 7,68             | 11,88            | 16,08            | 20,86            | 23,98            | 23,30            | 23,02            | 19,19            | 14,22            | 8,88             | 4,80             |                  |
| Середня температура, °C                       | 0,71             | 1,78             | 5,98             | 10,18            | 14,94            | 18,09            | 20,03            | 19,73            | 15,91            | 10,94            | 5,60             | 1,52             |                  |
| Середній мінімум, °C                          | −5,2             | −4,12            | 0,08             | 4,28             | 9,05             | 12,17            | 16,74            | 16,44            | 12,62            | 7,65             | 2,31             | −1,77            |                  |
| Норма опадів, мм                              | 55               | 53               | 58               | 73               | 83               | 106              | 84               | 82               | 70               | 77               | 86               | 71               |                  |
| Середньомісячна швидкість вітру, м/с          | 2.01             | 2.24             | 2.51             | 2.44             | 2.22             | 2.00             | 1.95             | 1.84             | 1.86             | 1.96             | 2.03             | 2.07             |                  |
| Середньомісячна сонячна радіація, кДж/м²·день | 4416             | 7199             | 10995            | 15251            | 19249            | 21278            | 22263            | 20004            | 14898            | 9337             | 5021             | 3721             |                  |
| --------------------------------------------- | ---------------- | ---------------- | ---------------- | ---------------- | ---------------- | ---------------- | ---------------- | ---------------- | ---------------- | ---------------- | ---------------- | ---------------- | ---------------- |
| Джерело:                                      |                  |                  |                  |                  |                  |                  |                  |                  |                  |                  |                  |                  |                  |